# Mistrzostwa Europy U-20 w koszykówce mężczyzn
Mistrzostwa Europy U-20 w koszykówce mężczyzn (oficjalna nazwa: FIBA Europe Under-20 Championship, wcześniej European Championship for Men '22 and Under) – mistrzostwa Europy w koszykówce mężczyzn do lat 20, zainaugurowane w 1992 roku. Do 2004 roku rozgrywane co dwa lata, od tamtego czasu są rozgrywane co rok. W mistrzostwach bierze udział 16 zespołów.
Od 2005 rozgrywany jest także turniej dywizji B, z udziałem reprezentacji, które nie zdołały awansować do dywizji A. Od 2013 roku trzy najlepsze drużyny awansują do dywizji A na kolejne mistrzostwa. Analogicznie trzy najsłabsze zespoły z dywizji A są relegowane do dywizji B.

## Dywizja A

### Rezultaty
| Rok  | Gospodarz                          | Mecz o złoty medal                                                                                | Mecz o złoty medal                                                                                | Mecz o złoty medal                                                                                | Mecz o brązowy medal                                                                              | Mecz o brązowy medal                                                                              | Mecz o brązowy medal                                                                              |
| Rok  | Gospodarz                          | Złoto                                                                                             | Wynik                                                                                             | Srebro                                                                                            | Brąz                                                                                              | Wynik                                                                                             | 4. miejsce                                                                                        |
| ---- | ---------------------------------- | ------------------------------------------------------------------------------------------------- | ------------------------------------------------------------------------------------------------- | ------------------------------------------------------------------------------------------------- | ------------------------------------------------------------------------------------------------- | ------------------------------------------------------------------------------------------------- | ------------------------------------------------------------------------------------------------- |
| U–22 |                                    |                                                                                                   |                                                                                                   |                                                                                                   |                                                                                                   |                                                                                                   |                                                                                                   |
| 1992 | (Ateny)                            | Włochy                                                                                            | 65–63                                                                                             | Grecja                                                                                            | Francja                                                                                           | 63–60                                                                                             | Izrael                                                                                            |
| 1994 | (Maribor, Postojna i Lublana)      | Białoruś                                                                                          | 96–91                                                                                             | Włochy                                                                                            | Hiszpania                                                                                         | 83–69                                                                                             | Grecja                                                                                            |
| 1996 | (Bursa i Stambuł)                  | Litwa                                                                                             | 85–81                                                                                             | Hiszpania                                                                                         | Jugosławia                                                                                        | 67–62                                                                                             | Turcja                                                                                            |
| 1998 | (Trapani)                          | Jugosławia                                                                                        | 92–73                                                                                             | Słowenia                                                                                          | Turcja                                                                                            | 64–57                                                                                             | Hiszpania                                                                                         |
| U–20 |                                    |                                                                                                   |                                                                                                   |                                                                                                   |                                                                                                   |                                                                                                   |                                                                                                   |
| 2000 | (Ochryda)                          | Słowenia                                                                                          | 66–65                                                                                             | Izrael                                                                                            | Hiszpania                                                                                         | 82–77                                                                                             | Chorwacja                                                                                         |
| 2002 | (Kowno, Olita i Wilno)             | Grecja                                                                                            | 77–73                                                                                             | Hiszpania                                                                                         | Francja                                                                                           | 95–78                                                                                             | Rosja                                                                                             |
| 2004 | (Brno)                             | Słowenia                                                                                          | 66–61                                                                                             | Izrael                                                                                            | Litwa                                                                                             | 92–63                                                                                             | Grecja                                                                                            |
| 2005 | (Czechow)                          | Rosja                                                                                             | 61–53                                                                                             | Litwa                                                                                             | Serbia i Czarnogóra                                                                               | 63–45                                                                                             | Izrael                                                                                            |
| 2006 | (Izmir)                            | Serbia i Czarnogóra                                                                               | 64–58                                                                                             | Turcja                                                                                            | Słowenia                                                                                          | 83–75                                                                                             | Włochy                                                                                            |
| 2007 | (Nova Gorica) (Gorycja)            | Serbia                                                                                            | 87–78                                                                                             | Hiszpania                                                                                         | Włochy                                                                                            | 74–63                                                                                             | Rosja                                                                                             |
| 2008 | (Ryga)                             | Serbia                                                                                            | 96–89                                                                                             | Litwa                                                                                             | Hiszpania                                                                                         | 91–72                                                                                             | Turcja                                                                                            |
| 2009 | (Rodos i Jalisos)                  | Grecja                                                                                            | 90–85                                                                                             | Francja                                                                                           | Hiszpania                                                                                         | 75–72                                                                                             | Włochy                                                                                            |
| 2010 | (Zadar, Crikvenica & Makarska)     | Francja                                                                                           | 73–62                                                                                             | Grecja                                                                                            | Hiszpania                                                                                         | 86–79                                                                                             | Chorwacja                                                                                         |
| 2011 | (Bilbao)                           | Hiszpania                                                                                         | 82–70                                                                                             | Włochy                                                                                            | Francja                                                                                           | 66–50                                                                                             | Rosja                                                                                             |
| 2012 | (Lublana, Domžale & Kranjska Gora) | Litwa                                                                                             | 50–49                                                                                             | Francja                                                                                           | Hiszpania                                                                                         | 67–66                                                                                             | Serbia                                                                                            |
| 2013 | (Tallinn)                          | Włochy                                                                                            | 67–60                                                                                             | Łotwa                                                                                             | Hiszpania                                                                                         | 70–63                                                                                             | Rosja                                                                                             |
| 2014 | (Heraklion i Retimno)              | Turcja                                                                                            | 65–57                                                                                             | Hiszpania                                                                                         | Serbia                                                                                            | 79–66                                                                                             | Chorwacja                                                                                         |
| 2015 | (Lignano Sabbiadoro & Latisana)    | Serbia                                                                                            | 70–64                                                                                             | Hiszpania                                                                                         | Turcja                                                                                            | 84–74                                                                                             | Francja                                                                                           |
| 2016 | (Helsinki)                         | Hiszpania                                                                                         | 68–55                                                                                             | Litwa                                                                                             | Turcja                                                                                            | 76–61                                                                                             | Niemcy                                                                                            |
| 2017 | (Chania, Heraklion i Retimno)      | Grecja                                                                                            | 65–56                                                                                             | Izrael                                                                                            | Francja                                                                                           | 72–58                                                                                             | Hiszpania                                                                                         |
| 2018 | (Chemnitz)                         | Izrael                                                                                            | 80–66                                                                                             | Chorwacja                                                                                         | Niemcy                                                                                            | 80–71                                                                                             | Francja                                                                                           |
| 2019 | (Tel Awiw)                         | Izrael                                                                                            | 92–84                                                                                             | Hiszpania                                                                                         | Niemcy                                                                                            | 73–65                                                                                             | Francja                                                                                           |
| 2020 | (Kłajpeda)                         | odwołane ze względu na pandemię COVID19                                                           | odwołane ze względu na pandemię COVID19                                                           | odwołane ze względu na pandemię COVID19                                                           | odwołane ze względu na pandemię COVID19                                                           | odwołane ze względu na pandemię COVID19                                                           | odwołane ze względu na pandemię COVID19                                                           |
| 2021 | (Podgorica)                        | odwołane ze względu na pandemię COVID19. Zamiast tego rozegrano turniej U20 European Challengers. | odwołane ze względu na pandemię COVID19. Zamiast tego rozegrano turniej U20 European Challengers. | odwołane ze względu na pandemię COVID19. Zamiast tego rozegrano turniej U20 European Challengers. | odwołane ze względu na pandemię COVID19. Zamiast tego rozegrano turniej U20 European Challengers. | odwołane ze względu na pandemię COVID19. Zamiast tego rozegrano turniej U20 European Challengers. | odwołane ze względu na pandemię COVID19. Zamiast tego rozegrano turniej U20 European Challengers. |
| 2022 | (Podgorica)                        | Hiszpania                                                                                         | 69–61                                                                                             | Litwa                                                                                             | Czarnogóra                                                                                        | 86–77                                                                                             | Izrael                                                                                            |
| 2023 | (Heraklion)                        | Francja                                                                                           | 89–79                                                                                             | Izrael                                                                                            | Grecja                                                                                            | 68–64                                                                                             | Belgia                                                                                            |
| 2024 | (Gdynia)                           |                                                                                                   |                                                                                                   |                                                                                                   |                                                                                                   |                                                                                                   |                                                                                                   |

### Występy według krajów
| Miejsce | Kraj      | Złoto | Srebro | Brąz | Razem |
| ------- | --------- | ----- | ------ | ---- | ----- |
| 1       | Serbia    | 5     | 0      | 3    | 8     |
| 2       | Grecja    | 3     | 2      | 0    | 5     |
| 3       | Hiszpania | 2     | 5      | 7    | 14    |
| 4       | Litwa     | 2     | 3      | 1    | 6     |
| 5       | Włochy    | 2     | 2      | 1    | 5     |
| 6       | Słowenia  | 2     | 1      | 1    | 4     |
| 7       | Izrael    | 1     | 3      | 0    | 4     |
| 8       | Francja   | 1     | 2      | 4    | 7     |
| 9       | Turcja    | 1     | 1      | 3    | 5     |
| 10      | Białoruś  | 1     | 0      | 0    | 1     |
| 10      | Rosja     | 1     | 0      | 0    | 1     |
| 12      | Chorwacja | 0     | 1      | 0    | 1     |
| 12      | Łotwa     | 0     | 1      | 0    | 1     |
| 14      | Niemcy    | 0     | 0      | 1    | 1     |

### Liderzy statystyczni
| Rok  | Zawodnik             | Śr. pkt. |
| ---- | -------------------- | -------- |
| 1996 | İbrahim Kutluay      | 22,3     |
| 1998 | Igor Rakočević       | 21,1     |
| 2000 | Vlado Ilievski       | 23       |
| 2002 | Marko Popović        | 25       |
| 2004 | Kostas Vasileiadis   | 25,5     |
| 2005 | Damir Markota        | 18,3     |
| 2006 | Ernests Kalve        | 20,5     |
| 2007 | Ronalds Zakis        | 24,7     |
| 2008 | Vladimir Dašić       | 22,8     |
| 2009 | Robin Benzing        | 22,2     |
| 2010 | Nikos Papas          | 22,1     |
| 2011 | Nikola Mirotić       | 27       |
| 2012 | Marko Mugosa         | 18       |
| 2013 | Dani Díez            | 18,7     |
| 2014 | Aleksandyr Wezenkow  | 19,3     |
| 2015 | Emmanuel Lecomte     | 19,6     |
| 2016 | Lauri Markkanen      | 24,9     |
| 2017 | Światosław Michajluk | 20,4     |
| 2018 | Elijah Clarance      | 22,4     |
| 2019 | Jiorgos Kalaidzakis  | 19,7     |

| Rok  | Zawodnik              | Śr. as. |
| ---- | --------------------- | ------- |
| 1996 | Dzmitry Kuzmin        | 6       |
| 1998 | Kęstutis Marčiulionis | 2,3     |
| 2000 | Sani Bečirovič        | 3,3     |
| 2002 | Marko Popović         | 7,1     |
| 2004 | Víctor Sada           | 4,3     |
| 2005 | Jure Močnik           | 5       |
| 2006 | Edgars Jeromanovs     | 6,3     |
| 2007 | Miloš Teodosić        | 5,4     |
| 2008 | Joaquin Colom         | 6,1     |
| 2009 | Dmitrij Chwostow      | 6,1     |
| 2010 | Andrew Albicy         | 5,9     |
| 2011 | Josep Franch          | 5,1     |
| 2012 | Klym Artamonov        | 5,3     |
| 2013 | Klym Artamonov        | 6,2     |
| 2014 | Matic Rebec           | 9       |
| 2015 | Radovan Kouril        | 5,5     |
| 2016 | Zan Mark Sisko        | 7,1     |
| 2017 | Tamir Blatt           | 9,3     |
| 2018 | Pol Figueras          | 6,4     |
| 2019 | Yam Madar             | 7,7     |

| Rok  | Zawodnik            | Śr. zb. |
| ---- | ------------------- | ------- |
| 1996 | Radoslav Nesterović | 9,6     |
| 1998 | Samuele Podestà     | 9,6     |
| 2000 | Andrija Žižić       | 10,3    |
| 2002 | Nenad Krstić        | 11,3    |
| 2004 | Paulius Jankūnas    | 12,1    |
| 2005 | Damir Markota       | 10,8    |
| 2006 | Carlos Suárez       | 10,4    |
| 2007 | Povilas Butkevičius | 11,7    |
| 2008 | Miroslav Raduljica  | 10,9    |
| 2009 | Nikola Vučević      | 10,8    |
| 2010 | Furkan Aldemir      | 11,6    |
| 2011 | Furkan Aldemir      | 15,9    |
| 2012 | Wiaczesław Bobrow   | 8,9     |
| 2013 | Tomaž Bolčina       | 9,7     |
| 2014 | Aleksandyr Wezenkow | 11,2    |
| 2015 | Domantas Sabonis    | 13,2    |
| 2016 | Regimantas Miniotas | 9,3     |
| 2017 | Simon Birgander     | 13,8    |
| 2018 | Miloš Popović       | 11,4    |
| 2019 | Marko Simonović     | 11,4    |

### MVP
| Rok  | Laureat MVP               |
| ---- | ------------------------- |
| 1996 | Rasho Nesterović          |
| 1998 | Igor Rakočević            |
| 2000 | Sani Bečirovič            |
| 2002 | Nikos Zisis               |
| 2004 | Erazem Lorbek             |
| 2005 | Nikita Kurbanow           |
| 2006 | Ersan İlyasova            |
| 2007 | Miloš Teodosić            |
| 2008 | Miroslav Raduljica        |
| 2009 | Kostas Papanikolau        |
| 2010 | Andrew Albicy             |
| 2011 | Nikola Mirotić            |
| 2012 | Léo Westermann            |
| 2013 | Amedeo Della Valle        |
| 2014 | Cedi Osman                |
| 2015 | Marko Gudurić             |
| 2016 | Marc García               |
| 2017 | Vassilis Charalampopoulos |
| 2018 | Yovel Zoosman             |
| 2019 | Deni Avdija               |

## Dywizja B

### Rezultaty
| Rok  | Gospodarz            | Finał                | Finał   | Finał              | Mecz o brązowy medal | Mecz o brązowy medal | Mecz o brązowy medal |
| Rok  | Gospodarz            | Złoto                | Wynik   | Srebro             | Brąz                 | Wynik                | 4. miejsce           |
| ---- | -------------------- | -------------------- | ------- | ------------------ | -------------------- | -------------------- | -------------------- |
| 2005 | (Warna)              | Bułgaria             | 86–80   | Węgry              | Polska               | 96–76                | Gruzja               |
| 2006 | (Lizbona)            | Gruzja               | 96–88   | Macedonia Północna | Finlandia            | 91–75                | Polska               |
| 2007 | (Warszawa)           | Czarnogóra           | 89–68   | Ukraina            | Finlandia            | 76–73                | Niemcy               |
| 2008 | (Târgu Mureș)        | Niemcy               | 110–102 | Belgia             | Szwecja              | 80–71                | Estonia              |
| 2009 | (Skopje)             | Holandia             | 88–77   | Czechy             | Polska               | 96–66                | Szwecja              |
| 2010 | (Oberwart i Güssing) | Austria              | 71–66   | Szwecja            | Polska               | 86–76                | Bułgaria             |
| 2011 | (Sarajewo)           | Gruzja               | 79–70   | Estonia            | Czechy               | 86–85                | Belgia               |
| 2012 | (Sofia)              | Chorwacja            | 88–80   | Czechy             | Izrael               | 101–67               | Bułgaria             |
| 2013 | (Pitești)            | Polska               | 83–71   | Wielka Brytania    | Węgry                | 70–69                | Belgia               |
| 2014 | (Sarajewo)           | Bośnia i Hercegowina | 76–70   | Belgia             | Ukraina              | 77–62                | Białoruś             |
| 2015 | (Székesfehérvár)     | Finlandia            | 80–76   | Szwecja            | Węgry                | 68–66                | Czarnogóra           |
| 2016 | (Chalkida)           | Czarnogóra           | 78–76   | Islandia           | Grecja               | 73–67                | Chorwacja            |
| 2017 | (Oradea)             | Rumunia              | 80–67   | Chorwacja          | Wielka Brytania      | 81–65                | Rosja                |
| 2018 | (Sofia)              | Polska               | 71–60   | Słowenia           | Łotwa                | 76–62                | Rosja                |
| 2019 | (Matosinhos)         | Portugalia           | 73–57   | Czechy             | Belgia               | 88–80                | Rosja                |

Adnotacja: pogrubienie oznacza zespoły, które awansowały do dywizji A w kolejnym sezonie

### Występy według krajów
| Miejsce | Kraj                 | Złoto | Srebro | Brąz | Razem |
| ------- | -------------------- | ----- | ------ | ---- | ----- |
| 1       | Polska               | 2     | 0      | 3    | 5     |
| 2       | Gruzja               | 2     | 0      | 0    | 2     |
| 2       | Czarnogóra           | 2     | 0      | 0    | 2     |
| 4       | Chorwacja            | 1     | 1      | 0    | 2     |
| 5       | Finlandia            | 1     | 0      | 2    | 3     |
| 6       | Austria              | 1     | 0      | 0    | 1     |
| 6       | Bośnia i Hercegowina | 1     | 0      | 0    | 1     |
| 6       | Bułgaria             | 1     | 0      | 0    | 1     |
| 6       | Holandia             | 1     | 0      | 0    | 1     |
| 6       | Niemcy               | 1     | 0      | 0    | 1     |
| 6       | Rumunia              | 1     | 0      | 0    | 1     |
| 12      | Czechy               | 0     | 2      | 1    | 3     |
| 12      | Szwecja              | 0     | 2      | 1    | 3     |
| 14      | Belgia               | 0     | 2      | 0    | 2     |
| 15      | Węgry                | 0     | 1      | 2    | 3     |
| 16      | Ukraina              | 0     | 1      | 1    | 2     |
| 16      | Wielka Brytania      | 0     | 1      | 1    | 2     |
| 18      | Estonia              | 0     | 1      | 0    | 1     |
| 18      | Islandia             | 0     | 1      | 0    | 1     |
| 18      | Macedonia Północna   | 0     | 1      | 0    | 1     |
| 18      | Słowenia             | 0     | 1      | 0    | 1     |
| 22      | Grecja               | 0     | 0      | 1    | 1     |
| 22      | Izrael               | 0     | 0      | 1    | 1     |
| 22      | Łotwa                | 0     | 0      | 1    | 1     |